# François de Neuville
François de Neuville, né vers 1525 et mort le 10 mai 1596, est un moine français qui fut le dix-septième abbé de l'ordre de Grandmont de 1561 à 1596 . Ses armes sont de gueules à la croix d'argent vidée de sinople.

## Biographie
François de Neuville est le fils d'Antoine de Neuville, baron de Magnac, et le neveu de François de Neuville, abbé commendataire de l'abbaye de Grandmont et donc de l'ordre, de 1525 à 1561. Son frère, Jacques de Neuville, seigneur de Filieures, est l'administrateur du prieuré des Bronzeaux. Sa sœur, Marguerite/Marie de Neuville, épouse Jacques d'Urfé, bailli du Forez. De ce couple très pieux sont issus plusieurs générations d'ecclésiastiques, dont Mgr Louis de Lascaris d'Urfé, évêque de Limoges de 1676 à 1695.
François de Neuville est tonsuré en 1546, il a pour maître en Sorbonne Guillaume Malherbault fort savant en théologie, et devient profès de l'ordre de Grandmont en 1553. Sept ans plus tard, il obtient le prieuré de Magnac-Laval. Il est fait par la suite chanoine et accède au titre de protonotaire du Saint-Siège. En 1561, son oncle lui cède la commende de l'abbaye de Grandmont dont il prend la possession le 15 mai 1561. En 1572, le roi Charles IX le nomme à l'ambassade du cardinal de Lorraine qui se rend auprès des doges de la république de Venise, puis à Rome où François de Neuville est reçu en audience par Grégoire XIII. Il est de retour en janvier 1573. En 1574, il prêche à Notre-Dame de Paris devant le roi et sa cour. En mai 1579, le roi Henri III rend aux moines de Grandmont le droit d'élire leur abbé général et met fin ainsi au régime de la commende pour cette abbaye-mère qui était en vigueur depuis plus d'un siècle. L'ordre retrouve sa discipline régulière. Pendant son abbatiat, François de Neuville fait faire quatre inventaires des reliques, ornements et des objets les plus précieux de l'abbaye, dont le reliquaire de la tête d'Étienne de Muret, alors que l'abbaye est maintes fois menacée des intrusions et des pillages des huguenots, afin de les mettre en lieu sûr à Limoges. En cette période troublée, il doit aussi plusieurs fois défendre les droits fonciers de différents prieurés, menacés par la cupidité des seigneurs locaux.
Il est à noter qu'il permet aux femmes d'ouvrir des communautés de moniales grandmontaines (ce qui n'était pas prévu par la règle), ainsi au Châtenet en 1576, où il place sa cousine Anne de Neuville à la tête de ce prieuré où la vie communautaire était depuis longtemps éteinte. Cela est confirmé ensuite par une bulle du pape. C'est aussi cet abbé qui permit à son ordre, avec le soutien du roi, d'ouvrir une école à Paris (en 1584), sous le nom de « collège Saint-Gilles de Grandmont » dans le collège Mignon, installé ailleurs, en échange du prieuré de Vincennes. Il assiste aux états généraux de Blois en 1588 avec l'évêque de Limoges, en pleine période de lutte entre la Ligue (trouvant le roi Henri III complaisant envers les protestants) et différentes factions protestantes ou catholiques du royaume. À la mort du roi, l'abbé de Grandmont se retire de la cour et s'installe complètement à Grandmont, où il y a huit religieux. Il écrit plusieurs lettres contre le relâchement de certains prieurés.
François de Neuville écrit divers ouvrages de philosophie et de commentaires sur le concile de Trente, ainsi qu'un livre sur les fêtes de l'Église et des insolences dont elles doivent être protégées et d'autres publiés ou non.
Il meurt le 10 mai 1596. Il est inhumé dans l'église de Grandmont sous le tombeau du second abbé, Pierre Aubert (1336-1347). L'abbaye est plusieurs fois pillée par les huguenots qui ne cessent leurs incursions qu'en 1604. François Marrand lui succède.

## Quelques publications
- Concion de joie, pour la bienvenue du roi Henry III, à l'abbaye de Grandmont, dans laquelle il est démontré s'il est loisible de faire la guerre à son prince, ores qu'il soit tyran, Limoges, 1574
- Discours utile et nécessaire pour tous états, sur la vie des hommes illustres de la généalogie de Notre Seigneur Jésus-Christ, proposée par nostre mère l'Église en l'évangile de la Nativité de la Vierge sa Mère, Paris, Gilles Gorbin, 1577, in 8°
- De l'origine et institution des fêtes et solemnitez ecclésiastiques, extrait tant de la Sainte Bible et nouveau Testament, que des anciens Pères et Docteurs de l'Église catholique, Paris, Jean Hulpeau, 1582, in 8°